# قوم باد
قوم باد (people of the wind) یک فیلم مستند آمریکایی دربارهٔ کوچ ایل بختیاری است که در سال ۱۹۷۶ توسط آنتونی هوارث و دیوید کاف ساخته شد. این فیلم نامزد بخش بهترین فیلم مستند آکادمی اسکار و همچنین گلدن گلوب شد.

## داستان
کوچ عشایر بختیاری یکی از سخت‌ترین تجربیات شناخته شده در بین جوامع بشر است. ۵۰۰ هزار مرد و زن و بچه به همراه یک میلیون دام، هشت هفته در تلاش هستند تا از میان کوه‌های زاگرس بگذرند و به دشتهای تابستانی و حاصلخیز کنار زرد کوه برسند. مستند قوم باد داستان شگفت، حماسی و تماشایی بزرگترین کوچ بر روی زمین است. این فیلم رنگی داستان کوچ طایفه بابادی از مردم بختیاری را در سال ۱۹۷۶ نشان می‌دهد. در آنزمان جعفر قلی خان رستمی  رئیس طایفه بود. همه صحنه‌های فیلم واقعی هستند و از هیچ هنرپیشه‌ای استفاده نشده یا بازسازی نشده است.

## بازیگران
- شمسی عصار